# Bibliothèque du 7e Gerland - Hannah Arendt
La Bibliothèque du 7e Gerland - Hannah Arendt est un établissement culturel de lecture publique du réseau de la Bibliothèque municipale de Lyon. Située depuis 1988 dans des locaux place des Pavillons, elle déménage rue Monod en 2017.

## Historique
Le quartier de Gerland, côté rive gauche du Rhône, au sud de la ville de Lyon a été créé de toutes pièces au début du XXe siècle. Aux abords des abattoirs de la Mouche, la créations de voies et places ont permis d'aligner petit à petit les constructions. Construits par l'architecte Tony Garnier, les abattoirs la Mouche ont nourri en viande toute la ville de Lyon avant de partir à Corbas en 1977. Depuis le secteur n'a cessé de s'urbaniser et de se moderniser. Les anciennes industries fermées ou déplacées ont laissé place à des ensembles d'habitations et aux équipements destinés au cadre de vie des habitants.
La première bibliothèque a ouvert ses portes le 24 février 1988 au 11, place des Pavillons (Lyon 7e). Le nom de cette place fait référence aux trois pavillons, anciennement occupés par des bouchers, conservés lors de son aménagement à la fin du XXe siècle. Le pavillon sud d'une superficie de 200 m² sur deux niveaux est reconverti en bibliothèque pour adultes et pour enfants. L’inauguration prévue le 23 février dévoile une salle jeunesse de 100 m² avec environ 5000 ouvrages et une salle adulte de même dimension avec environ 6000 ouvrages.
La densité de la population allant toujours croissante sur le secteur de Gerland, le pavillon de la bibliothèque s'avère rapidement trop petit. La municipalité s'engage à construire un nouvel équipement. Mais il faut attendre longtemps avant qu'un nouveau site et des budgets permettent la réalisation du projet. Après 28 ans d'existence, la bibliothèque, qui accueillait 4 000 usagers réguliers, située sur la place des Pavillons, ferme ses portes. Après une fermeture de 11 mois, c'est une médiathèque qui ouvre au public le 28 mars 2017 à 200 mètres environ de l'ancien site.

## Site actuel
Conçue comme un troisième lieu, la bibliothèque se veut ouverte sur le quartier. Implantée en rez-de-chaussée d’une construction accueillant 22 logements, elle se présente sous la forme d’un seul plateau de 1 000 m2 aux espaces décloisonnés avec baies vitrées et vue sur les jardins qui la jouxtent. Le 20 mai 2019, elle est officiellement nommée Hannah Arendt en mémoire de la philosophe. Ses collections s'élèvent à environ 22.000 documents.

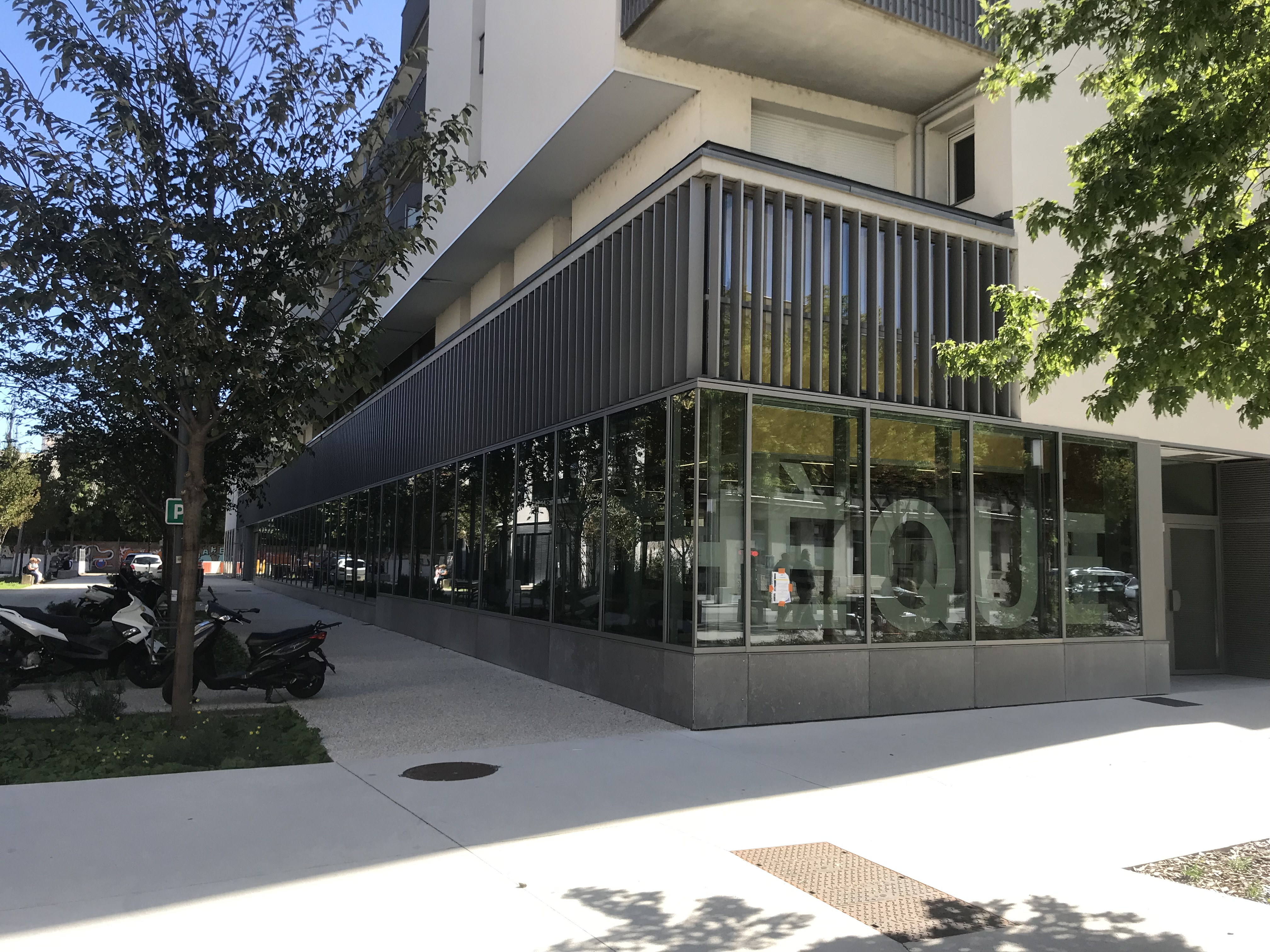
"Bibliothèque du 7e Gerland - Hannah Arendt"
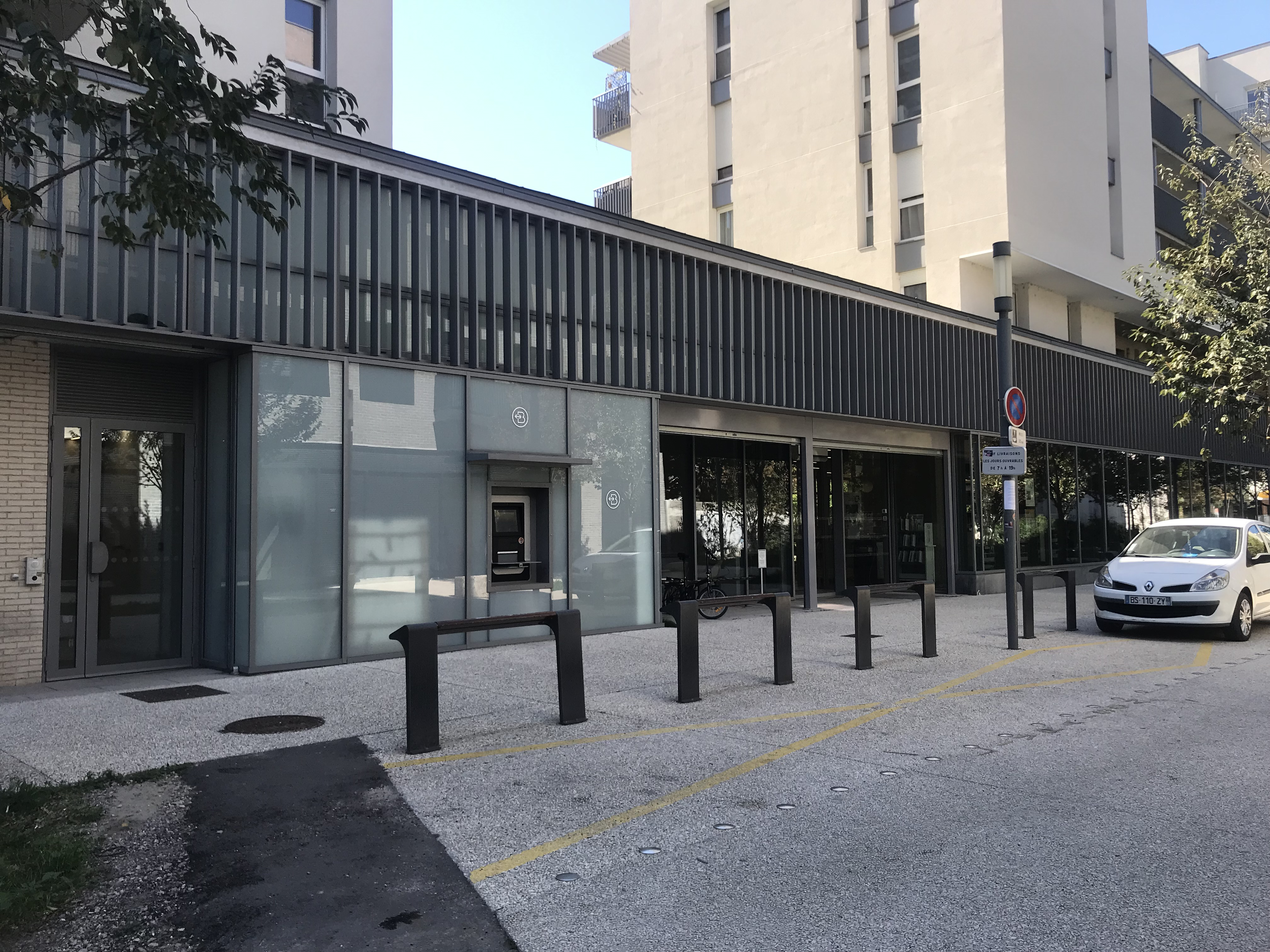
"Bibliothèque du 7e Gerland - Hannah Arendt"
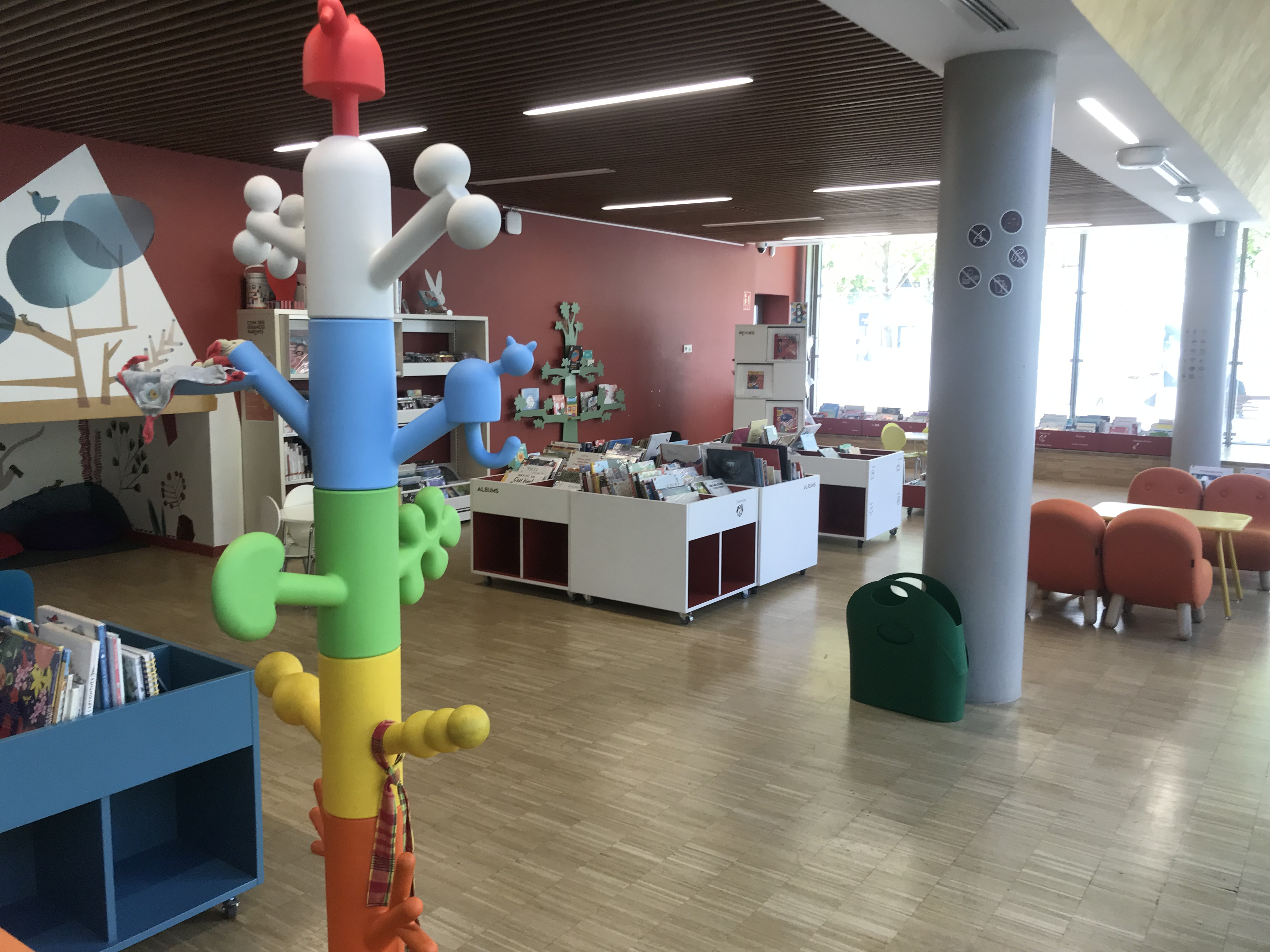
"Bibliothèque du 7e Gerland - Hannah Arendt"
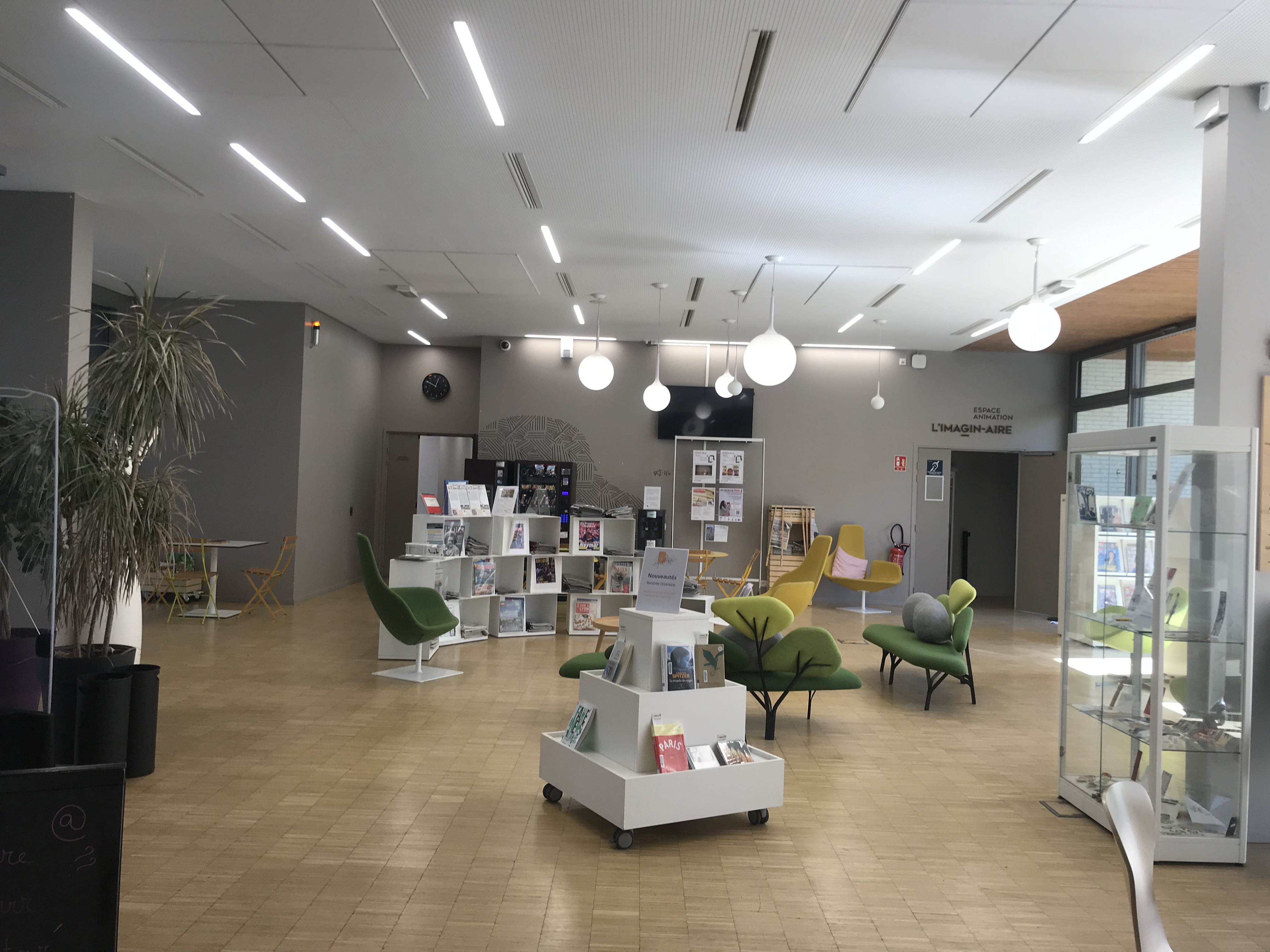
"Bibliothèque du 7e Gerland - Hannah Arendt"
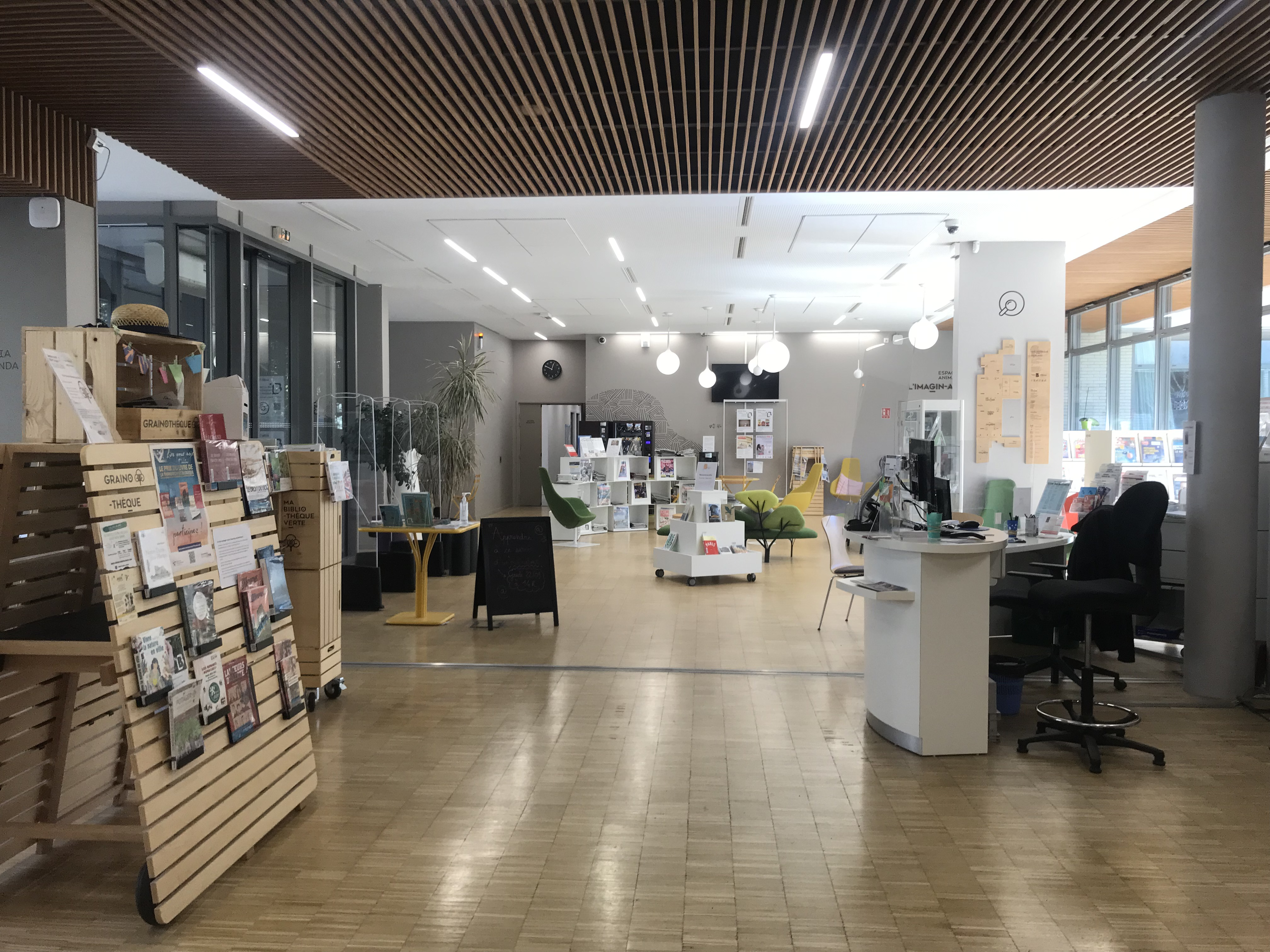
"Bibliothèque du 7e Gerland - Hannah Arendt"
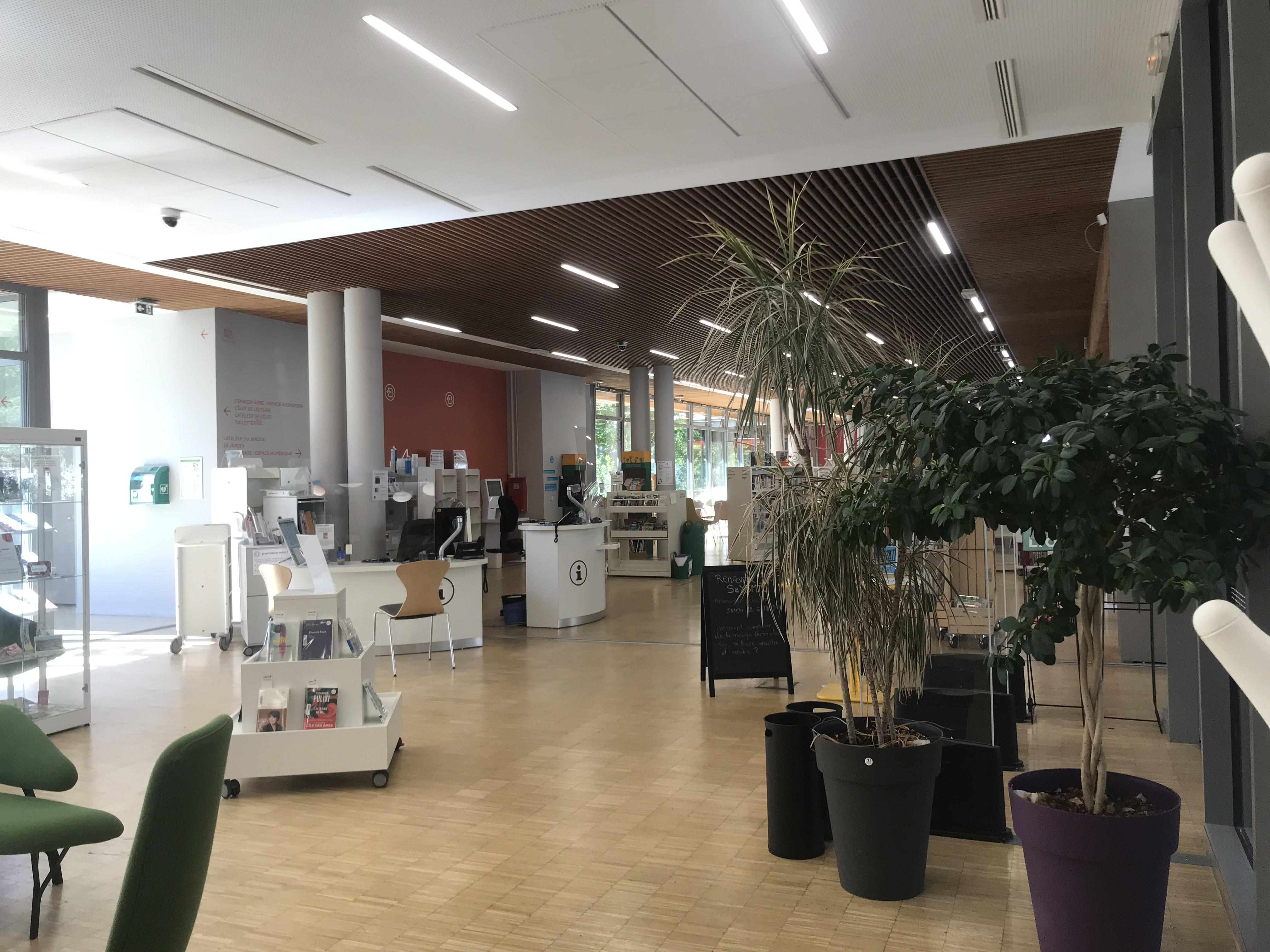
"Bibliothèque du 7e Gerland - Hannah Arendt"